# Lễ hội đoọc moong
Lễ hội đoọc moong hay hội đi săn thú rừng là một lễ hội của người đồng bào dân tộc Mường. Trước đây rừng còn nhiều, sau tuần vui tết, lại chính thức bước vào một mùa làm ăn mới. Ngày ấy người Việt gọi là ngày hạ nêu.
Đoọc nghĩa đen là đâm, mở rộng nghĩa là săn. Ngôn ngữ Tày - Thái cổ có một âm tương tự là toọc nghĩa là đóng, mở rộng nghĩa là trồng. 
Moong còn gọi là Muông, là từ chỉ các loài thú 4 chân. Hội Đọc Moong là hội đi săn các loài thú rừng.

## Thời gian
Ngày 6 tháng giêng, cách tính ngày của người Mường xưa lùi một ngày so với người Việt.

## Ngày hạ nêu đi săn
Trong ngày hạ nêu có lễ khai sơn (lễ mở cửa rừng). Sau lễ mọi người bắt đầu vào rừng hái lượm và săn bắt thú. Người trong Mường không phân biệt trẻ già trai gái, ai có có sức khỏe, cùng kéo nhau đi. Một người săn trùm săn cùng các cụ già chọn điểm săn. Mọi người bắt đầu vào cuộc săn, tiếng cồng săn, tiếng hò reo, tiếng chó sủa, tạo không khí tưng bừng. Thú rừng bị dồn dần vào một nơi, chỉ đợi thú chạy vào tầm ngắm là nổ súng tiêu diệt.

## Sau buổi săn
Cuộc săn chấm dứt bằng hiệu lệnh cồng, các con thú được khiêng đến một miếu lớn bằng gỗ, dựng ở xóm Lý, thờ Đức Tản Viên. Cùng mổ con thú săn được dâng lễ tế Thánh Tản. Thầy mo thay mặt mọi người, làm lễ khấn Thánh Tản phù trợ mùa màng tươi tốt. Nhỡ không được thú gì, dân Mường tỏ ý buồn cho việc xuất hành đầu năm. Đành phải chọn một con bò hay thú rừng tế Thánh Tản. Sau đấy, họ mổ con vật ra lấy thịt chia đều cho tổng số người và chó.

## Ý nghĩa văn hóa
Lễ hội đi săn thành ngày hội văn hóa chứa đựng nhiều yếu tố sinh hoạt cộng đồng hấp dẫn như đánh chiêng, leo núi, vui hò, uống rượu cần, thi tài bắn nỏ, bắn súng, đâm lao... giúp con người Mường hiểu biết lẫn nhau và sống gắn bó với nhau hơn trong một cộng đồng.